# Добришиці (гміна)
Гміна Добришице (пол. Gmina Dobryszyce) — сільська гміна у центральній Польщі. Належить до Радомщанського повіту Лодзинського воєводства.
Станом на 31 грудня 2011 у гміні проживало 4389 осіб.

## Площа
Згідно з даними за 2007 рік площа гміни становила 51.10 км², у тому числі:
- орні землі: 74.00%
- ліси: 16.00%

Таким чином, площа гміни становить 3.54% площі повіту.

## Населення
Станом на 31 грудня 2011:
| Опис     | Загалом | Загалом | Чоловіки | Чоловіки | Жінки | Жінки |
| -------- | ------- | ------- | -------- | -------- | ----- | ----- |
| одиниця  | осіб    | %       | осіб     | %        | осіб  | %     |
| все      | 4389    | 100     | 2155     | 49.10    | 2234  | 50.90 |
| міське   | 0       | 100     | 0        |          | 0     |       |
| сільське | 4389    | 100     | 2155     | 49.10    | 2234  | 50.90 |

## Сусідні гміни
Гміна Добришице межує з такими гмінами: Ґомуніце, Каменськ, Клещув, Ладзіце, Льґота-Велька, Радомсько, Радомсько.